# Grotella grisescens
Grotella grisescens är en fjärilsart som beskrevs av Barnes och Mcdunnough 1910. Grotella grisescens ingår i släktet Grotella och familjen nattflyn. Inga underarter finns listade i Catalogue of Life.